# David Nolande
David Nolande est une série télévisée franco-belge en six épisodes de 52 minutes créée par Joël Houssin et diffusée en Belgique depuis le 26 septembre 2006 sur la RTBF, et en France, du 6 au 20 décembre 2006 sur France 2.

## Synopsis
David Nolande, revenant d'une fête en l'honneur d'un contrat obtenu en tant qu'agent publicitaire dans son entreprise, quitte la route en voulant éviter un chien noir et rentre avec sa voiture dans la roulotte d'une cartomancienne qui est tuée sur le coup. Après le procès qui l'oppose aux gitans et pour lequel une relaxe est prononcée, le chef des gitans lui jette un sort. Il devra sauver des vies aidé par des rêves prémonitoires pour racheter la vie de la gitane. S'il ne le fait pas, il verra mourir ses proches.

## Distribution
- Frédéric Diefenthal : David Nolande
- Elsa Kikoïne : Corinne Nolande
- Édouard Montoute : Franck
- Jean-Louis Foulquier : Sauveur
- Manon Lanneau : Natasha
- Emmanuel Patron : Mathieu
- Claude Faraldo : Alexian

## Production
La musique originale est composée et dirigée par Christophe La Pinta.
Une seconde saison de douze épisodes avait été commandée par France 2 à la suite des récompenses obtenues au festival de Saint-Tropez. Toutefois, le réalisateur ayant eu quelques difficultés à respecter les délais imposés par France 2, l'élaboration d'une deuxième saison a été abandonnée.

## Épisodes
1. Peine perdue
2. La Proie des flammes
3. L'Horloge du destin
4. Crescendo
5. Chiens méchants
6. La Carte du diable

## Diffusion à l'étranger
- La série est diffusée aux États-Unis, en Amérique latine sur Eurochannel ainsi qu'en Espagne sur Cuatro.

## Récompenses
- Festival de la fiction TV de Saint-Tropez 2006[1] : 
  - Meilleure série de prime time
  - Meilleure réalisation pour Nicolas Cuche
  - Meilleure contribution artistique (photographie et effets spéciaux)

### Accueil critique
Le Soir juge que la série « vous scotche au fauteuil parce que ça, c'est du jamais vu ». La journaliste ajoute :« C'est rythmé, percutant, monté de façon surprenante » et estime que « cette série, qui renouvelle vraiment la fiction francophone, doit beaucoup au comédien qui porte le rôle principal : Frédéric Diefenthal ». Le Monde salue également la prestation de l'acteur principal : « Frédéric Diefenthal est remarquable dans ce rôle de déprimé psychorigide que ses proches prennent pour un cinglé. Il porte la série de bout en bout ». Douze ans après sa diffusion originale, Moustique salue sa rediffusion sur La Deux : « l'histoire, qui échappe aux formats standards de l'époque, devrait ne pas avoir t[r]op vieilli »

## DVD
- L'intégrale de la série est sortie en coffret 2 DVD le 4 janvier 2007 chez France Télévisions Distribution au format 1.77 panoramique 16/9 en français dolby 2.0. Pas de bonus présents[5].